# 차면항
차면항(車面港)은 경상남도 남해군 고현면 차면리에 있는 어항이다. 2002년 8월 6일 어촌정주어항으로 지정하여 관리하고 있다. 시설관리자는 남해군수이다.

## 어항 연혁
- 마을형상이 마치 벽에걸린 비녀와 같다고 하여 차면으로 불리다가 1917년 면제 개편때 차면(車面)으로 바꿔 부르게 되었다고 한다.
- 충무공 이순신 장군이 순국한 관음포가 바로 이마을 앞바다며 장군의 충정과 애국심을 기리는 이락사가 있어 매년 많은 관광객이 찾고 있다.

## 어항 시설
- 방파제 L=70m, B=5.5m, 선착장 L=216m, B=4m, 물량장 L=65m, SB6409 숟숄즈원m, 호안 L=652, B=5m

## 주요 어종
- 전어, 도다리, 노래미, 패각류 등